# リチャード・ワイアンズ
リチャード・ワイアンズ（Richard Wyands、1928年7月2日 - 2019年9月25日）は、アメリカのジャズ・ピアニスト、作曲家、編曲家であり、サイドマンとしての仕事で最もよく知られている。

## 略歴

### 生い立ち
ワイアンズは1928年7月2日にカリフォルニア州オークランドで生まれ、バークレーで育った。7歳か8歳の頃からピアノを弾き始め、1944年にサンフランシスコで、10代のときにもうプロとして弾き始めていた。1950年、ワイアンズはサンフランシスコ州立大学で音楽の学位を取得した。学校や大学では、ピアノとドラムを演奏した。ワイアンズは、カウント・ベイシー、ナット・キング・コール、エロル・ガーナー、アート・テイタム、テディ・ウィルソンの影響を受けていた。

### その後とキャリア
1950年代初頭、ワイアンズはサンフランシスコのブラックホーク・クラブのハウスバンドであったヴァーノン・アリーのグループの一員を務め、それにより客員ソリストに伴うリズム・セクションの一部となった。1954年にブラックホークを離れた翌年、ワイアンズは別のサンフランシスコのクラブで休憩時のパフォーマーを務めた。その後、1956年の3か月間にボーカリストのエラ・フィッツジェラルドの音楽監督に就任した。
1957年頃の10か月間、彼はカナダのオタワにあるクラブでポップ・シンガーたちの伴奏者を務めた。その後、ボーカリストのカーメン・マクレエと3か月間にわたるツアーを行い、1958年に彼女と一緒にニューヨークへと到着した。ニューヨークでは、ロイ・ヘインズ、チャールズ・ミンガス（1959年）、ジェローム・リチャードソン（1959年）、ジジ・グライスと共演してきた。1960年代、ワイアンズはイリノイ・ジャケーのバンド・メンバーとなった。ワイアンズは1965年から1974年までギタリストのケニー・バレルと共演した。
ワイアンズは、2019年9月25日にニューヨークで亡くなった。

## ディスコグラフィ

### リーダー・アルバム
- 『ゼン、ヒア・アンド・ナウ』 - Then, Here and Now (1978年、Storyville)
- 『ジ・アライヴァル』 - The Arrival (1992年、DIW)
- Reunited (1995年、CrissCross)
- 『ゲット・アウト・オブ・タウン』 - Get Out of Town (1996年、Steeplechase)
- Half and Half (1999年、CrissCross)
- As Long as There's Music (2000年、Savant)
- 『ラベンダー・ミストの女』 - Lady of the Lavender Mist (2002年、Venus)

### 参加アルバム
ジーン・アモンズ
- Nice an' Cool (1961年、Moodsville)
- 『ジャグ』 - Jug (1961年、Prestige)
- 『ソウル・サミットVol.2』 - Soul Summit Vol. 2 (1962年、Prestige) ※1961年録音
- Late Hour Special (1964年、Prestige) ※1961年録音
- Velvet Soul (1964年、Prestige) ※1961年録音

ケニー・バレル
- The Tender Gender (1966年、Cadet)
- 『ア・ジェネレーション・アゴー・トゥデイ』 - A Generation Ago Today (1967年、Verve)
- 『ナイト・ソング』 - Night Song (1969年、Verve)
- 『ゴッド・ブレス・ザ・チャイルド』 - God Bless the Child (1971年、CTI)
- 'Round Midnight (1972年、Fantasy)
- Up the Street, 'Round the Corner, Down the Block (1974年、Fantasy)
- Stormy Monday (1978年、Fantasy) ※1974年録音
- Prime: Live at the Downtown Room (2009年、HighNote) ※1976年録音

ベニー・カーター
- Over the Rainbow (1989年、MusicMasters)
- Cookin' at Carlos I (1990年、MusicMasters) ※1988年録音

エディ・デイヴィス
- Trane Whistle (1960年、Prestige)

テディ・エドワーズ
- Horn to Horn (1996年、Muse) ※with ヒューストン・パーソン
- Midnight Creeper (1997年、HighNote)
- Smooth Sailing (2003年、HighNote)

フランク・フォスター
- 『マンハッタン・フィーヴァー』 - Manhattan Fever (1968年、Blue Note)

ジジ・グライス
- 『セイイング・サムシン!』 - Saying Somethin'! (1960年、New Jazz)
- 『ザ・ハプニンズ』 - The Hap'nin's (1960年、New Jazz)
- 『ラット・レース・ブルース』 - The Rat Race Blues (1960年、New Jazz)
- 『レミニシン』 - Reminiscin' (1960年、Mercury)
- Doin' the Gigi (2011年、Uptown)

ロイ・ヘインズ
- 『ジャスト・アス』 - Just Us (1960年、New Jazz)

フレディ・ハバード
- 『ファースト・ライト』 - First Light (1971年、CTI)

ウィリー・ジャクソン
- 『リアリー・グルーヴィン』 - Really Groovin' (1961年、Prestige)
- In My Solitude (1961年、Moodsville)

エタ・ジョーンズ
- 『ドント・ゴー・トゥー・ストレンジャーズ』 - Don't Go to Strangers (1960年、Prestige)
- 『サムシング・ナイス』 - Something Nice (1961年、Prestige)
- Easy Living (2000年、HighNote)
- Etta Jones Sings Lady Day (2001年、HighNote)

ローランド・カーク
- 『ウィ・フリー・キングス』 - We Free Kings (1961年、Mercury)

チャールズ・ミンガス
- 『ジャズ・ポートレイツ』 - Jazz Portraits: Mingus in Wonderland (1959年、United Artists)

オリヴァー・ネルソン
- 『スクリーミン・ザ・ブルース』 - Screamin' the Blues (1960年、New Jazz)
- 『ストレイト・アヘッド』 - Straight Ahead (1961年、Prestige)

ヒューストン・パーソン
- Person-ified (1997年、HighNote)
- My Romance (1998年、HighNote)
- Soft Lights (1999年、HighNote)
- Blue Velvet (2001年、HighNote)
- Sentimental Journey (2002年、HighNote)

ジェローム・リチャードソン
- 『ローミン・ウィズ・リチャードソン』 - Roamin' with Richardson (1959年、New Jazz)

ジェームス・スポルディング
- The Smile of the Snake (1997年、HighNote)

バディ・テイト & アル・グレイ
- Just Jazz (1984年、Uptown)

カル・ジェイダー
- Cal Tjader: Vibist (1954年、Savoy)
- Ritmo Caliente (1954年、Fantasy)

ウォーレン・ヴァシェ
- Horn of Plenty (1994年、Muse)
- Talk to Me Baby (1996年、Muse)

リチャード・ウィリアムス
- 『ニューホーン・イン・タウン』 - New Horn in Town (1960年、Candid)

レム・ウィンチェスター
- Lem Winchester with Feeling (1961年、Moodsville)

ファイン・ワイン・トリオ
- Fine Wine Trio (2000年、Fine Wine)